# 유도가열

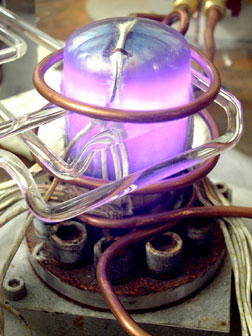

유도 가열(誘導 加熱, induction heating(IH))이란 전자기 유도를 이용하여 금속물체를 가열시키는 방법이다. 코일에 전류가 공급되면 가열하고자 하는 금속에 와전류(渦電流, eddy currents)가 발생하고, 금속의 저항에 의해 발생된 줄열(Joule heating)이 온도를 높이게 된다. 유도가열기의 구조는 한두 개의 전자석의 조합과 같이 감긴 코일로 구성되어 있으며, 이러한 코일로 고주파의 교류전류가 흐르게 된다. 자기이력손실 또한 금속의 온도를 높이는 원인 중 하나이다.